# Cardisoma carnifex
Espèce
Cardisoma carnifex est une espèce de crabe terrestre des régions tropicales, qui fréquente les abords des mangroves et s'abrite dans des terriers. Il est appelé Tupa en Polynésie française. 
En Nouvelle-Calédonie, en langue kanak (Xârâcûû) parlée dans les communes de Thio, Canala, Lafoa, Sarraméa et Boulouparis, ce décapode est appelé "Boèchâ".

## Description
Comme les autres représentants du même genre et ainsi que le laisse entendre le sens du mot Cardisoma (du latin cardium, le cœur et soma, le corps), la carapace de ce crabe est en forme de cœur. Chez les adultes, elle mesure en largeur environ 10 cm et peut atteindre jusqu'à 12 cm chez les mâles. La couleur générale est brune à brun-rougeâtre, les pinces sont plutôt jaunes et de tailles inégales.
La respiration aérienne de Cardisoma carnifex est assurée grâce à un poumon d'une contenance de 15,5 ml. Ce type d'organe que possèdent les Gecarcinidae et d'autres espèces comme le Crabe de cocotier dérive d'une chambre branchiale et constitue une adaptation évolutive à la vie terrestre.

## Répartition
Cardisoma carnifex est présent dans toute l'étendue tropicale du bassin indo-pacifique, depuis les côtes de l'Afrique de l'Est jusqu'en Polynésie. C'est une espèce assez commune que l'on rencontre notamment le long de la mer Rouge, au Kenya, en Tanzanie, à Madagascar, aux Philippines, et sur la plupart des îles, des Seychelles aux Tuamotu .
Ce crabe fréquente l'étage supralittoral hors d'atteinte du flux des marées, en bordure supérieure des mangroves mais aussi à l'arrière des plages et dans les zones où la nappe d'eau saumâtre est proche de la surface.

## Mode de vie
Malgré son terrible nom d'espèce, - “carnifex” signifie en latin “le bourreau” et bien qu'il soit à l'occasion omnivore, Cardisoma carnifex est un animal inoffensif essentiellement herbivore qui consomme les feuilles tombées au sol et qui contribue à un rapide recyclage de la matière organique.

## Consommation alimentaire
Cardisoma carnifex est un crabe comestible, couramment prélevé pour la consommation humaine dans diverses régions côtières, bien que son intérêt gustatif soit médiocre et sa valeur marchande assez faible. Il est ramassé de nuit à la main ou piégé à la sortie de son terrier. Sur l'île de Cebu, aux Philippines, un piège traditionnel est ainsi fabriqué dans un tube de bambou.
Quelques cas d'intoxication sont parfois signalés. Ils sont dus alors au fait que le crabe aura ingéré des végétaux eux-mêmes toxiques. Il est donc recommandé de faire jeûner l'animal quelques jours jusqu'à ce qu'il ait vidé ses intestins pour éviter ce risque.

## Systématique
Le nom valide complet (avec auteur) de ce taxon est Cardisoma carnifex (Herbst, 1796). L'espèce a été initialement classée dans le genre Cancer sous le protonyme Cancer carnifex Herbst, 1796.
Cardisoma carnifex a pour synonymes :
- Cancer carnifex Herbst, 1796
- Cancer tahiticus Curtiss, 1938
- Cancer urvillei H.Milne Edwards, 1853
- Cardisoma aspasia Adams, 1847
- Cardisoma obesum Dana, 1851
- Cardisoma urvillei H.Milne Edwards, 1853
- Perigrapsus excelsus Heller, 1862

## Publication originale
- Herbst, 1796 : Versuch einer Naturgeschichte der Krabben und Krebse nebst einer Systematischen Beischreibung ihrer Verschieden Arten. vol. 2, Pt. 6, p. 163–226.